# اسکاندیم نیترات
نیترات اسکاندیم (به انگلیسی: Scandium nitrate) با فرمول شیمیایی Sc(NO۳)۳ یک ترکیب شیمیایی است. که جرم مولی آن 230.97 g/mol می‌باشد. شکل ظاهری این ترکیب، بلورهای سفید است.